# Empicoris rubromaculatus
Empicoris rubromaculatus är en insektsart som först beskrevs av Blackburn 1888.  Empicoris rubromaculatus ingår i släktet Empicoris och familjen rovskinnbaggar. Inga underarter finns listade i Catalogue of Life.